# Eleocharis lundellii
Eleocharis lundellii är en halvgräsart som beskrevs av Henry Knute Knut Svenson. Eleocharis lundellii ingår i släktet småsäv, och familjen halvgräs. Inga underarter finns listade i Catalogue of Life.